# Oskar Weihs
Oskar Weihs (* 19. April 1911 in Wien, Österreich-Ungarn; † 7. Februar 1978 ebenda) war ein österreichischer Politiker (SPÖ).
Weihs besuchte ein humanistisches Gymnasiums in Wien-Hietzing. Am 1. August 1932 trat er in die NSDAP ein (Mitgliedsnummer 1.089.867), dann am 31. August 1934 in der Verbotszeit der Partei wieder aus. Er studierte an der Hochschule für Bodenkultur und wurde Mitglied der Sängerschaft Ghibellinen Wien. Er wurde 1933 Diplom-Ingenieur und promovierte 1935 mit einer Dissertation Über den Einfluß einiger Desinfektionsmittel auf milchwirtschaftlich schädliche Hefen. Anschließend war er bei der Wiener Molkerei tätig. Nach dem Anschluss Österreichs im März 1938 wurde er Abteilungsleiter im Milch- und Fettwirtschaftsverband „Südmark“.
Nach dem Ende des Zweiten Weltkrieges trat Weihs der SPÖ bei und wurde deren erster Agrarsprecher. Er wurde Leiter der wirtschaftspolitischen und statistischen Abteilung der steirischen Kammer für Arbeiter und Angestellte. Ab 1949 war er Zensor bei der Nationalbank.
Nach der Nationalratswahl am 10. Mai 1959 zog er erstmals als Abgeordneter in den Nationalrat ein. Auch nach den Wahlen 1962, 1966, 1970 und 1971 zog er in den Nationalrat ein. Nach der Nationalratswahl 1970 begann die Ära Kreisky. Bruno Kreisky berief Weihs im Mai 1970 in sein erstes Kabinett und nach der Nationalratswahl am 10. Oktober 1971 in sein zweites Kabinett, beide Male als Bundesminister für Land- und Forstwirtschaft. Am 8. Juli 1974 löste Günter Haiden ihn in dieser Position ab.
Weihs wurde am Hietzinger Friedhof bestattet.

## Auszeichnungen (Auszug)
- Ehrenring des Landes Steiermark
- 1974: Großes Bundesverdienstkreuz mit Stern und Schulterband